# Epsom
För andra betydelser, se Epsom (olika betydelser).
Epsom är en stad i grevskapet Surrey i sydöstra England. Staden är huvudort i distriktet Epsom and Ewell och ligger cirka 22 kilometer sydväst om centrala London. Tätorten (built-up area) hade 35 852 invånare vid folkräkningen år 2021.
Staden var under 1600-talet en populär kurort (av dess bittersaltkällor tillverkades från 1694 det kända Epsomsaltet). Bland dess mest kända besökare märks John Aubrey, Samuel Pepys, Nell Gwynne och drottning Anna Stuarts prinsgemål, Georg av Danmark. Den brittiska författaren Thomas Shadwells komedi Epsom Wells (1672) beskriver det lösaktiga levernet vid kurorten på den tiden.
Idag är Epsom mest känt för sina hästkapplöpningar (Epsom Derby och Epsom Oaks). Dessa kapplöpningar infördes under Jakob I av Englands regeringstid och hålls sedan 1730 på Epsom Downs Racecourse, som regel veckan före eller efter pingsthelgen.
Epsom var en civil parish fram till 1974. Civil parishen hade 30 860 invånare år 1951. Epsom nämndes i Domedagsboken (Domesday Book) år 1086, och kallades då Evesham.